# Mbéré (Meiganga)
Mbéré est une commune du Cameroun située à la frontière avec la Centrafrique.

## Histoire
Mbéré est reliée à Ngaoundéré par une route bitumée.